# Pangasius nieuwenhuisii
Pangasius nieuwenhuisii är en fiskart som först beskrevs av Popta, 1904.  Pangasius nieuwenhuisii ingår i släktet Pangasius och familjen Pangasiidae. Inga underarter finns listade i Catalogue of Life.